# انوچین (دهانه)
انوچین یک دهانه برخوردی در ماه است.

## دهانه‌های اقماری
این دهانه ۵ دهانه اقماری دارد.
| Anuchin | عرض جغرافیایی | طول جغرافیایی | قطر          |
| ------- | ------------- | ------------- | ------------ |
| Q       | ۵۱٫۱° S       | ۹۸٫۳° E       | ۵۰٫۰ کیلومتر |
| V       | ۴۸٫۱° S       | ۹۹٫۶° E       | ۱۵٫۰ کیلومتر |
| B       | ۴۶٫۷° S       | ۱۰۳٫۳° E      | ۲۴٫۰ کیلومتر |
| L       | ۵۰٫۲° S       | ۱۰۱٫۷° E      | ۱۵٫۰ کیلومتر |
| N       | ۵۱٫۶° S       | ۹۹٫۶° E       | ۳۳٫۰ کیلومتر |